# Джуліо Чезаре Полеріо
Джуліо Чезаре Полеріо (італ. Giulio Cesare Polerio; 1548–1612, Рим) — один з найвидатніших італійських шахістів та теоретиків кінця XVI — XVII століть. Представник італійської шахової школи. Його вважали найсильнішим у Римі.
Супроводжував Джованні Леонардо да Кутро під час його подорожі до Мадрида (1574–1575). Вів записи партій сучасників, які склали основу його рукопису, закінченого 1594 року (опублікований у XIX столітті). З ім'ям Полеріо пов'язують виникнення італійської школи. Його аналізи показують помітний прогрес розвитку дебютної теорії як порівняти з книжкою Руя Лопеса. Автор гамбіту («Гамбіт Полеріо-Муціо»). Розробив кілька закінчень, що мають значення для теорії ендшпілю.

## Гамбіт Полеріо
Гамбіт Полеріо починається ходами: 1. e4 e5 2.f4 exf4 3. Nf3 g5 4.Bc4 g4 5.0-0! gxf3 6.Qxf3
Такий порядок ходів у 1894 році знайшов Дж. А. Леон у другому рукописі рукописі Полеріо
Слід зазначити, що більшість сучасних гросмейстерів вважають позицію після 1. e4 e5 2.f4 exf4 3. Nf3 g5 4.Bc4 g4 5.0-0 gxf3 6.Qxf3 форсованим виграшем білих, за умови, що 5.0-0 означає «вільна рокіровка», тобто король пересувається на h1, а не на g1 (як прописано в нинішніх правилах).
Однак, станом на 1874 рік порядок ходів 1. e4 e5 2.f4 exf4 3. Nf3 g5 4.Bc4 g4 5.0-0! вже мав назву «гамбіт Муціо». Ця назва походить від перекладу книги Алессандро Сальвіо, імовірно третьої книги репринтного видання 1723 року, який здійснив Саррат у 1813 році. На 209-й сторінці Джейкоб Генрі Сарратт написав: «Сальвіо стверджує, що цей гамбіт йому вислав Сеньйор Муціо, …»
Насправді ж, Алессандро Сальвіо ніколи не стверджував цього. В третій книзі своєї роботи Il Puttino він написав, що Сеньйор Мутіо д'Алессандро бачив як Джеронімо Кассіо зробив ходи у такому порядку (з вільною рокіровкою, яка також має назву «італійський метод рокіровки»).
|   | a | b | c | d | e | f | g | h |   |
| 8 | a8 чорна тура · b8 чорний кінь · c8 чорний слон · d8 чорний ферзь · e8 чорний король · f8 чорний слон · g8 чорний кінь · h8 чорна тура · a7 чорний пішак · b7 чорний пішак · c7 чорний пішак · d7 чорний пішак · f7 чорний пішак · h7 чорний пішак · c4 білий слон · e4 білий пішак · f4 чорний пішак · f3 білий ферзь · a2 білий пішак · b2 білий пішак · c2 білий пішак · d2 білий пішак · g2 білий пішак · h2 білий пішак · a1 біла тура · b1 білий кінь · c1 білий слон · f1 біла тура · g1 білий король | a8 чорна тура · b8 чорний кінь · c8 чорний слон · d8 чорний ферзь · e8 чорний король · f8 чорний слон · g8 чорний кінь · h8 чорна тура · a7 чорний пішак · b7 чорний пішак · c7 чорний пішак · d7 чорний пішак · f7 чорний пішак · h7 чорний пішак · c4 білий слон · e4 білий пішак · f4 чорний пішак · f3 білий ферзь · a2 білий пішак · b2 білий пішак · c2 білий пішак · d2 білий пішак · g2 білий пішак · h2 білий пішак · a1 біла тура · b1 білий кінь · c1 білий слон · f1 біла тура · g1 білий король | a8 чорна тура · b8 чорний кінь · c8 чорний слон · d8 чорний ферзь · e8 чорний король · f8 чорний слон · g8 чорний кінь · h8 чорна тура · a7 чорний пішак · b7 чорний пішак · c7 чорний пішак · d7 чорний пішак · f7 чорний пішак · h7 чорний пішак · c4 білий слон · e4 білий пішак · f4 чорний пішак · f3 білий ферзь · a2 білий пішак · b2 білий пішак · c2 білий пішак · d2 білий пішак · g2 білий пішак · h2 білий пішак · a1 біла тура · b1 білий кінь · c1 білий слон · f1 біла тура · g1 білий король | a8 чорна тура · b8 чорний кінь · c8 чорний слон · d8 чорний ферзь · e8 чорний король · f8 чорний слон · g8 чорний кінь · h8 чорна тура · a7 чорний пішак · b7 чорний пішак · c7 чорний пішак · d7 чорний пішак · f7 чорний пішак · h7 чорний пішак · c4 білий слон · e4 білий пішак · f4 чорний пішак · f3 білий ферзь · a2 білий пішак · b2 білий пішак · c2 білий пішак · d2 білий пішак · g2 білий пішак · h2 білий пішак · a1 біла тура · b1 білий кінь · c1 білий слон · f1 біла тура · g1 білий король | a8 чорна тура · b8 чорний кінь · c8 чорний слон · d8 чорний ферзь · e8 чорний король · f8 чорний слон · g8 чорний кінь · h8 чорна тура · a7 чорний пішак · b7 чорний пішак · c7 чорний пішак · d7 чорний пішак · f7 чорний пішак · h7 чорний пішак · c4 білий слон · e4 білий пішак · f4 чорний пішак · f3 білий ферзь · a2 білий пішак · b2 білий пішак · c2 білий пішак · d2 білий пішак · g2 білий пішак · h2 білий пішак · a1 біла тура · b1 білий кінь · c1 білий слон · f1 біла тура · g1 білий король | a8 чорна тура · b8 чорний кінь · c8 чорний слон · d8 чорний ферзь · e8 чорний король · f8 чорний слон · g8 чорний кінь · h8 чорна тура · a7 чорний пішак · b7 чорний пішак · c7 чорний пішак · d7 чорний пішак · f7 чорний пішак · h7 чорний пішак · c4 білий слон · e4 білий пішак · f4 чорний пішак · f3 білий ферзь · a2 білий пішак · b2 білий пішак · c2 білий пішак · d2 білий пішак · g2 білий пішак · h2 білий пішак · a1 біла тура · b1 білий кінь · c1 білий слон · f1 біла тура · g1 білий король | a8 чорна тура · b8 чорний кінь · c8 чорний слон · d8 чорний ферзь · e8 чорний король · f8 чорний слон · g8 чорний кінь · h8 чорна тура · a7 чорний пішак · b7 чорний пішак · c7 чорний пішак · d7 чорний пішак · f7 чорний пішак · h7 чорний пішак · c4 білий слон · e4 білий пішак · f4 чорний пішак · f3 білий ферзь · a2 білий пішак · b2 білий пішак · c2 білий пішак · d2 білий пішак · g2 білий пішак · h2 білий пішак · a1 біла тура · b1 білий кінь · c1 білий слон · f1 біла тура · g1 білий король | a8 чорна тура · b8 чорний кінь · c8 чорний слон · d8 чорний ферзь · e8 чорний король · f8 чорний слон · g8 чорний кінь · h8 чорна тура · a7 чорний пішак · b7 чорний пішак · c7 чорний пішак · d7 чорний пішак · f7 чорний пішак · h7 чорний пішак · c4 білий слон · e4 білий пішак · f4 чорний пішак · f3 білий ферзь · a2 білий пішак · b2 білий пішак · c2 білий пішак · d2 білий пішак · g2 білий пішак · h2 білий пішак · a1 біла тура · b1 білий кінь · c1 білий слон · f1 біла тура · g1 білий король | 8 |
| 7 | a8 чорна тура · b8 чорний кінь · c8 чорний слон · d8 чорний ферзь · e8 чорний король · f8 чорний слон · g8 чорний кінь · h8 чорна тура · a7 чорний пішак · b7 чорний пішак · c7 чорний пішак · d7 чорний пішак · f7 чорний пішак · h7 чорний пішак · c4 білий слон · e4 білий пішак · f4 чорний пішак · f3 білий ферзь · a2 білий пішак · b2 білий пішак · c2 білий пішак · d2 білий пішак · g2 білий пішак · h2 білий пішак · a1 біла тура · b1 білий кінь · c1 білий слон · f1 біла тура · g1 білий король | a8 чорна тура · b8 чорний кінь · c8 чорний слон · d8 чорний ферзь · e8 чорний король · f8 чорний слон · g8 чорний кінь · h8 чорна тура · a7 чорний пішак · b7 чорний пішак · c7 чорний пішак · d7 чорний пішак · f7 чорний пішак · h7 чорний пішак · c4 білий слон · e4 білий пішак · f4 чорний пішак · f3 білий ферзь · a2 білий пішак · b2 білий пішак · c2 білий пішак · d2 білий пішак · g2 білий пішак · h2 білий пішак · a1 біла тура · b1 білий кінь · c1 білий слон · f1 біла тура · g1 білий король | a8 чорна тура · b8 чорний кінь · c8 чорний слон · d8 чорний ферзь · e8 чорний король · f8 чорний слон · g8 чорний кінь · h8 чорна тура · a7 чорний пішак · b7 чорний пішак · c7 чорний пішак · d7 чорний пішак · f7 чорний пішак · h7 чорний пішак · c4 білий слон · e4 білий пішак · f4 чорний пішак · f3 білий ферзь · a2 білий пішак · b2 білий пішак · c2 білий пішак · d2 білий пішак · g2 білий пішак · h2 білий пішак · a1 біла тура · b1 білий кінь · c1 білий слон · f1 біла тура · g1 білий король | a8 чорна тура · b8 чорний кінь · c8 чорний слон · d8 чорний ферзь · e8 чорний король · f8 чорний слон · g8 чорний кінь · h8 чорна тура · a7 чорний пішак · b7 чорний пішак · c7 чорний пішак · d7 чорний пішак · f7 чорний пішак · h7 чорний пішак · c4 білий слон · e4 білий пішак · f4 чорний пішак · f3 білий ферзь · a2 білий пішак · b2 білий пішак · c2 білий пішак · d2 білий пішак · g2 білий пішак · h2 білий пішак · a1 біла тура · b1 білий кінь · c1 білий слон · f1 біла тура · g1 білий король | a8 чорна тура · b8 чорний кінь · c8 чорний слон · d8 чорний ферзь · e8 чорний король · f8 чорний слон · g8 чорний кінь · h8 чорна тура · a7 чорний пішак · b7 чорний пішак · c7 чорний пішак · d7 чорний пішак · f7 чорний пішак · h7 чорний пішак · c4 білий слон · e4 білий пішак · f4 чорний пішак · f3 білий ферзь · a2 білий пішак · b2 білий пішак · c2 білий пішак · d2 білий пішак · g2 білий пішак · h2 білий пішак · a1 біла тура · b1 білий кінь · c1 білий слон · f1 біла тура · g1 білий король | a8 чорна тура · b8 чорний кінь · c8 чорний слон · d8 чорний ферзь · e8 чорний король · f8 чорний слон · g8 чорний кінь · h8 чорна тура · a7 чорний пішак · b7 чорний пішак · c7 чорний пішак · d7 чорний пішак · f7 чорний пішак · h7 чорний пішак · c4 білий слон · e4 білий пішак · f4 чорний пішак · f3 білий ферзь · a2 білий пішак · b2 білий пішак · c2 білий пішак · d2 білий пішак · g2 білий пішак · h2 білий пішак · a1 біла тура · b1 білий кінь · c1 білий слон · f1 біла тура · g1 білий король | a8 чорна тура · b8 чорний кінь · c8 чорний слон · d8 чорний ферзь · e8 чорний король · f8 чорний слон · g8 чорний кінь · h8 чорна тура · a7 чорний пішак · b7 чорний пішак · c7 чорний пішак · d7 чорний пішак · f7 чорний пішак · h7 чорний пішак · c4 білий слон · e4 білий пішак · f4 чорний пішак · f3 білий ферзь · a2 білий пішак · b2 білий пішак · c2 білий пішак · d2 білий пішак · g2 білий пішак · h2 білий пішак · a1 біла тура · b1 білий кінь · c1 білий слон · f1 біла тура · g1 білий король | a8 чорна тура · b8 чорний кінь · c8 чорний слон · d8 чорний ферзь · e8 чорний король · f8 чорний слон · g8 чорний кінь · h8 чорна тура · a7 чорний пішак · b7 чорний пішак · c7 чорний пішак · d7 чорний пішак · f7 чорний пішак · h7 чорний пішак · c4 білий слон · e4 білий пішак · f4 чорний пішак · f3 білий ферзь · a2 білий пішак · b2 білий пішак · c2 білий пішак · d2 білий пішак · g2 білий пішак · h2 білий пішак · a1 біла тура · b1 білий кінь · c1 білий слон · f1 біла тура · g1 білий король | 7 |
| 6 | a8 чорна тура · b8 чорний кінь · c8 чорний слон · d8 чорний ферзь · e8 чорний король · f8 чорний слон · g8 чорний кінь · h8 чорна тура · a7 чорний пішак · b7 чорний пішак · c7 чорний пішак · d7 чорний пішак · f7 чорний пішак · h7 чорний пішак · c4 білий слон · e4 білий пішак · f4 чорний пішак · f3 білий ферзь · a2 білий пішак · b2 білий пішак · c2 білий пішак · d2 білий пішак · g2 білий пішак · h2 білий пішак · a1 біла тура · b1 білий кінь · c1 білий слон · f1 біла тура · g1 білий король | a8 чорна тура · b8 чорний кінь · c8 чорний слон · d8 чорний ферзь · e8 чорний король · f8 чорний слон · g8 чорний кінь · h8 чорна тура · a7 чорний пішак · b7 чорний пішак · c7 чорний пішак · d7 чорний пішак · f7 чорний пішак · h7 чорний пішак · c4 білий слон · e4 білий пішак · f4 чорний пішак · f3 білий ферзь · a2 білий пішак · b2 білий пішак · c2 білий пішак · d2 білий пішак · g2 білий пішак · h2 білий пішак · a1 біла тура · b1 білий кінь · c1 білий слон · f1 біла тура · g1 білий король | a8 чорна тура · b8 чорний кінь · c8 чорний слон · d8 чорний ферзь · e8 чорний король · f8 чорний слон · g8 чорний кінь · h8 чорна тура · a7 чорний пішак · b7 чорний пішак · c7 чорний пішак · d7 чорний пішак · f7 чорний пішак · h7 чорний пішак · c4 білий слон · e4 білий пішак · f4 чорний пішак · f3 білий ферзь · a2 білий пішак · b2 білий пішак · c2 білий пішак · d2 білий пішак · g2 білий пішак · h2 білий пішак · a1 біла тура · b1 білий кінь · c1 білий слон · f1 біла тура · g1 білий король | a8 чорна тура · b8 чорний кінь · c8 чорний слон · d8 чорний ферзь · e8 чорний король · f8 чорний слон · g8 чорний кінь · h8 чорна тура · a7 чорний пішак · b7 чорний пішак · c7 чорний пішак · d7 чорний пішак · f7 чорний пішак · h7 чорний пішак · c4 білий слон · e4 білий пішак · f4 чорний пішак · f3 білий ферзь · a2 білий пішак · b2 білий пішак · c2 білий пішак · d2 білий пішак · g2 білий пішак · h2 білий пішак · a1 біла тура · b1 білий кінь · c1 білий слон · f1 біла тура · g1 білий король | a8 чорна тура · b8 чорний кінь · c8 чорний слон · d8 чорний ферзь · e8 чорний король · f8 чорний слон · g8 чорний кінь · h8 чорна тура · a7 чорний пішак · b7 чорний пішак · c7 чорний пішак · d7 чорний пішак · f7 чорний пішак · h7 чорний пішак · c4 білий слон · e4 білий пішак · f4 чорний пішак · f3 білий ферзь · a2 білий пішак · b2 білий пішак · c2 білий пішак · d2 білий пішак · g2 білий пішак · h2 білий пішак · a1 біла тура · b1 білий кінь · c1 білий слон · f1 біла тура · g1 білий король | a8 чорна тура · b8 чорний кінь · c8 чорний слон · d8 чорний ферзь · e8 чорний король · f8 чорний слон · g8 чорний кінь · h8 чорна тура · a7 чорний пішак · b7 чорний пішак · c7 чорний пішак · d7 чорний пішак · f7 чорний пішак · h7 чорний пішак · c4 білий слон · e4 білий пішак · f4 чорний пішак · f3 білий ферзь · a2 білий пішак · b2 білий пішак · c2 білий пішак · d2 білий пішак · g2 білий пішак · h2 білий пішак · a1 біла тура · b1 білий кінь · c1 білий слон · f1 біла тура · g1 білий король | a8 чорна тура · b8 чорний кінь · c8 чорний слон · d8 чорний ферзь · e8 чорний король · f8 чорний слон · g8 чорний кінь · h8 чорна тура · a7 чорний пішак · b7 чорний пішак · c7 чорний пішак · d7 чорний пішак · f7 чорний пішак · h7 чорний пішак · c4 білий слон · e4 білий пішак · f4 чорний пішак · f3 білий ферзь · a2 білий пішак · b2 білий пішак · c2 білий пішак · d2 білий пішак · g2 білий пішак · h2 білий пішак · a1 біла тура · b1 білий кінь · c1 білий слон · f1 біла тура · g1 білий король | a8 чорна тура · b8 чорний кінь · c8 чорний слон · d8 чорний ферзь · e8 чорний король · f8 чорний слон · g8 чорний кінь · h8 чорна тура · a7 чорний пішак · b7 чорний пішак · c7 чорний пішак · d7 чорний пішак · f7 чорний пішак · h7 чорний пішак · c4 білий слон · e4 білий пішак · f4 чорний пішак · f3 білий ферзь · a2 білий пішак · b2 білий пішак · c2 білий пішак · d2 білий пішак · g2 білий пішак · h2 білий пішак · a1 біла тура · b1 білий кінь · c1 білий слон · f1 біла тура · g1 білий король | 6 |
| 5 | a8 чорна тура · b8 чорний кінь · c8 чорний слон · d8 чорний ферзь · e8 чорний король · f8 чорний слон · g8 чорний кінь · h8 чорна тура · a7 чорний пішак · b7 чорний пішак · c7 чорний пішак · d7 чорний пішак · f7 чорний пішак · h7 чорний пішак · c4 білий слон · e4 білий пішак · f4 чорний пішак · f3 білий ферзь · a2 білий пішак · b2 білий пішак · c2 білий пішак · d2 білий пішак · g2 білий пішак · h2 білий пішак · a1 біла тура · b1 білий кінь · c1 білий слон · f1 біла тура · g1 білий король | a8 чорна тура · b8 чорний кінь · c8 чорний слон · d8 чорний ферзь · e8 чорний король · f8 чорний слон · g8 чорний кінь · h8 чорна тура · a7 чорний пішак · b7 чорний пішак · c7 чорний пішак · d7 чорний пішак · f7 чорний пішак · h7 чорний пішак · c4 білий слон · e4 білий пішак · f4 чорний пішак · f3 білий ферзь · a2 білий пішак · b2 білий пішак · c2 білий пішак · d2 білий пішак · g2 білий пішак · h2 білий пішак · a1 біла тура · b1 білий кінь · c1 білий слон · f1 біла тура · g1 білий король | a8 чорна тура · b8 чорний кінь · c8 чорний слон · d8 чорний ферзь · e8 чорний король · f8 чорний слон · g8 чорний кінь · h8 чорна тура · a7 чорний пішак · b7 чорний пішак · c7 чорний пішак · d7 чорний пішак · f7 чорний пішак · h7 чорний пішак · c4 білий слон · e4 білий пішак · f4 чорний пішак · f3 білий ферзь · a2 білий пішак · b2 білий пішак · c2 білий пішак · d2 білий пішак · g2 білий пішак · h2 білий пішак · a1 біла тура · b1 білий кінь · c1 білий слон · f1 біла тура · g1 білий король | a8 чорна тура · b8 чорний кінь · c8 чорний слон · d8 чорний ферзь · e8 чорний король · f8 чорний слон · g8 чорний кінь · h8 чорна тура · a7 чорний пішак · b7 чорний пішак · c7 чорний пішак · d7 чорний пішак · f7 чорний пішак · h7 чорний пішак · c4 білий слон · e4 білий пішак · f4 чорний пішак · f3 білий ферзь · a2 білий пішак · b2 білий пішак · c2 білий пішак · d2 білий пішак · g2 білий пішак · h2 білий пішак · a1 біла тура · b1 білий кінь · c1 білий слон · f1 біла тура · g1 білий король | a8 чорна тура · b8 чорний кінь · c8 чорний слон · d8 чорний ферзь · e8 чорний король · f8 чорний слон · g8 чорний кінь · h8 чорна тура · a7 чорний пішак · b7 чорний пішак · c7 чорний пішак · d7 чорний пішак · f7 чорний пішак · h7 чорний пішак · c4 білий слон · e4 білий пішак · f4 чорний пішак · f3 білий ферзь · a2 білий пішак · b2 білий пішак · c2 білий пішак · d2 білий пішак · g2 білий пішак · h2 білий пішак · a1 біла тура · b1 білий кінь · c1 білий слон · f1 біла тура · g1 білий король | a8 чорна тура · b8 чорний кінь · c8 чорний слон · d8 чорний ферзь · e8 чорний король · f8 чорний слон · g8 чорний кінь · h8 чорна тура · a7 чорний пішак · b7 чорний пішак · c7 чорний пішак · d7 чорний пішак · f7 чорний пішак · h7 чорний пішак · c4 білий слон · e4 білий пішак · f4 чорний пішак · f3 білий ферзь · a2 білий пішак · b2 білий пішак · c2 білий пішак · d2 білий пішак · g2 білий пішак · h2 білий пішак · a1 біла тура · b1 білий кінь · c1 білий слон · f1 біла тура · g1 білий король | a8 чорна тура · b8 чорний кінь · c8 чорний слон · d8 чорний ферзь · e8 чорний король · f8 чорний слон · g8 чорний кінь · h8 чорна тура · a7 чорний пішак · b7 чорний пішак · c7 чорний пішак · d7 чорний пішак · f7 чорний пішак · h7 чорний пішак · c4 білий слон · e4 білий пішак · f4 чорний пішак · f3 білий ферзь · a2 білий пішак · b2 білий пішак · c2 білий пішак · d2 білий пішак · g2 білий пішак · h2 білий пішак · a1 біла тура · b1 білий кінь · c1 білий слон · f1 біла тура · g1 білий король | a8 чорна тура · b8 чорний кінь · c8 чорний слон · d8 чорний ферзь · e8 чорний король · f8 чорний слон · g8 чорний кінь · h8 чорна тура · a7 чорний пішак · b7 чорний пішак · c7 чорний пішак · d7 чорний пішак · f7 чорний пішак · h7 чорний пішак · c4 білий слон · e4 білий пішак · f4 чорний пішак · f3 білий ферзь · a2 білий пішак · b2 білий пішак · c2 білий пішак · d2 білий пішак · g2 білий пішак · h2 білий пішак · a1 біла тура · b1 білий кінь · c1 білий слон · f1 біла тура · g1 білий король | 5 |
| 4 | a8 чорна тура · b8 чорний кінь · c8 чорний слон · d8 чорний ферзь · e8 чорний король · f8 чорний слон · g8 чорний кінь · h8 чорна тура · a7 чорний пішак · b7 чорний пішак · c7 чорний пішак · d7 чорний пішак · f7 чорний пішак · h7 чорний пішак · c4 білий слон · e4 білий пішак · f4 чорний пішак · f3 білий ферзь · a2 білий пішак · b2 білий пішак · c2 білий пішак · d2 білий пішак · g2 білий пішак · h2 білий пішак · a1 біла тура · b1 білий кінь · c1 білий слон · f1 біла тура · g1 білий король | a8 чорна тура · b8 чорний кінь · c8 чорний слон · d8 чорний ферзь · e8 чорний король · f8 чорний слон · g8 чорний кінь · h8 чорна тура · a7 чорний пішак · b7 чорний пішак · c7 чорний пішак · d7 чорний пішак · f7 чорний пішак · h7 чорний пішак · c4 білий слон · e4 білий пішак · f4 чорний пішак · f3 білий ферзь · a2 білий пішак · b2 білий пішак · c2 білий пішак · d2 білий пішак · g2 білий пішак · h2 білий пішак · a1 біла тура · b1 білий кінь · c1 білий слон · f1 біла тура · g1 білий король | a8 чорна тура · b8 чорний кінь · c8 чорний слон · d8 чорний ферзь · e8 чорний король · f8 чорний слон · g8 чорний кінь · h8 чорна тура · a7 чорний пішак · b7 чорний пішак · c7 чорний пішак · d7 чорний пішак · f7 чорний пішак · h7 чорний пішак · c4 білий слон · e4 білий пішак · f4 чорний пішак · f3 білий ферзь · a2 білий пішак · b2 білий пішак · c2 білий пішак · d2 білий пішак · g2 білий пішак · h2 білий пішак · a1 біла тура · b1 білий кінь · c1 білий слон · f1 біла тура · g1 білий король | a8 чорна тура · b8 чорний кінь · c8 чорний слон · d8 чорний ферзь · e8 чорний король · f8 чорний слон · g8 чорний кінь · h8 чорна тура · a7 чорний пішак · b7 чорний пішак · c7 чорний пішак · d7 чорний пішак · f7 чорний пішак · h7 чорний пішак · c4 білий слон · e4 білий пішак · f4 чорний пішак · f3 білий ферзь · a2 білий пішак · b2 білий пішак · c2 білий пішак · d2 білий пішак · g2 білий пішак · h2 білий пішак · a1 біла тура · b1 білий кінь · c1 білий слон · f1 біла тура · g1 білий король | a8 чорна тура · b8 чорний кінь · c8 чорний слон · d8 чорний ферзь · e8 чорний король · f8 чорний слон · g8 чорний кінь · h8 чорна тура · a7 чорний пішак · b7 чорний пішак · c7 чорний пішак · d7 чорний пішак · f7 чорний пішак · h7 чорний пішак · c4 білий слон · e4 білий пішак · f4 чорний пішак · f3 білий ферзь · a2 білий пішак · b2 білий пішак · c2 білий пішак · d2 білий пішак · g2 білий пішак · h2 білий пішак · a1 біла тура · b1 білий кінь · c1 білий слон · f1 біла тура · g1 білий король | a8 чорна тура · b8 чорний кінь · c8 чорний слон · d8 чорний ферзь · e8 чорний король · f8 чорний слон · g8 чорний кінь · h8 чорна тура · a7 чорний пішак · b7 чорний пішак · c7 чорний пішак · d7 чорний пішак · f7 чорний пішак · h7 чорний пішак · c4 білий слон · e4 білий пішак · f4 чорний пішак · f3 білий ферзь · a2 білий пішак · b2 білий пішак · c2 білий пішак · d2 білий пішак · g2 білий пішак · h2 білий пішак · a1 біла тура · b1 білий кінь · c1 білий слон · f1 біла тура · g1 білий король | a8 чорна тура · b8 чорний кінь · c8 чорний слон · d8 чорний ферзь · e8 чорний король · f8 чорний слон · g8 чорний кінь · h8 чорна тура · a7 чорний пішак · b7 чорний пішак · c7 чорний пішак · d7 чорний пішак · f7 чорний пішак · h7 чорний пішак · c4 білий слон · e4 білий пішак · f4 чорний пішак · f3 білий ферзь · a2 білий пішак · b2 білий пішак · c2 білий пішак · d2 білий пішак · g2 білий пішак · h2 білий пішак · a1 біла тура · b1 білий кінь · c1 білий слон · f1 біла тура · g1 білий король | a8 чорна тура · b8 чорний кінь · c8 чорний слон · d8 чорний ферзь · e8 чорний король · f8 чорний слон · g8 чорний кінь · h8 чорна тура · a7 чорний пішак · b7 чорний пішак · c7 чорний пішак · d7 чорний пішак · f7 чорний пішак · h7 чорний пішак · c4 білий слон · e4 білий пішак · f4 чорний пішак · f3 білий ферзь · a2 білий пішак · b2 білий пішак · c2 білий пішак · d2 білий пішак · g2 білий пішак · h2 білий пішак · a1 біла тура · b1 білий кінь · c1 білий слон · f1 біла тура · g1 білий король | 4 |
| 3 | a8 чорна тура · b8 чорний кінь · c8 чорний слон · d8 чорний ферзь · e8 чорний король · f8 чорний слон · g8 чорний кінь · h8 чорна тура · a7 чорний пішак · b7 чорний пішак · c7 чорний пішак · d7 чорний пішак · f7 чорний пішак · h7 чорний пішак · c4 білий слон · e4 білий пішак · f4 чорний пішак · f3 білий ферзь · a2 білий пішак · b2 білий пішак · c2 білий пішак · d2 білий пішак · g2 білий пішак · h2 білий пішак · a1 біла тура · b1 білий кінь · c1 білий слон · f1 біла тура · g1 білий король | a8 чорна тура · b8 чорний кінь · c8 чорний слон · d8 чорний ферзь · e8 чорний король · f8 чорний слон · g8 чорний кінь · h8 чорна тура · a7 чорний пішак · b7 чорний пішак · c7 чорний пішак · d7 чорний пішак · f7 чорний пішак · h7 чорний пішак · c4 білий слон · e4 білий пішак · f4 чорний пішак · f3 білий ферзь · a2 білий пішак · b2 білий пішак · c2 білий пішак · d2 білий пішак · g2 білий пішак · h2 білий пішак · a1 біла тура · b1 білий кінь · c1 білий слон · f1 біла тура · g1 білий король | a8 чорна тура · b8 чорний кінь · c8 чорний слон · d8 чорний ферзь · e8 чорний король · f8 чорний слон · g8 чорний кінь · h8 чорна тура · a7 чорний пішак · b7 чорний пішак · c7 чорний пішак · d7 чорний пішак · f7 чорний пішак · h7 чорний пішак · c4 білий слон · e4 білий пішак · f4 чорний пішак · f3 білий ферзь · a2 білий пішак · b2 білий пішак · c2 білий пішак · d2 білий пішак · g2 білий пішак · h2 білий пішак · a1 біла тура · b1 білий кінь · c1 білий слон · f1 біла тура · g1 білий король | a8 чорна тура · b8 чорний кінь · c8 чорний слон · d8 чорний ферзь · e8 чорний король · f8 чорний слон · g8 чорний кінь · h8 чорна тура · a7 чорний пішак · b7 чорний пішак · c7 чорний пішак · d7 чорний пішак · f7 чорний пішак · h7 чорний пішак · c4 білий слон · e4 білий пішак · f4 чорний пішак · f3 білий ферзь · a2 білий пішак · b2 білий пішак · c2 білий пішак · d2 білий пішак · g2 білий пішак · h2 білий пішак · a1 біла тура · b1 білий кінь · c1 білий слон · f1 біла тура · g1 білий король | a8 чорна тура · b8 чорний кінь · c8 чорний слон · d8 чорний ферзь · e8 чорний король · f8 чорний слон · g8 чорний кінь · h8 чорна тура · a7 чорний пішак · b7 чорний пішак · c7 чорний пішак · d7 чорний пішак · f7 чорний пішак · h7 чорний пішак · c4 білий слон · e4 білий пішак · f4 чорний пішак · f3 білий ферзь · a2 білий пішак · b2 білий пішак · c2 білий пішак · d2 білий пішак · g2 білий пішак · h2 білий пішак · a1 біла тура · b1 білий кінь · c1 білий слон · f1 біла тура · g1 білий король | a8 чорна тура · b8 чорний кінь · c8 чорний слон · d8 чорний ферзь · e8 чорний король · f8 чорний слон · g8 чорний кінь · h8 чорна тура · a7 чорний пішак · b7 чорний пішак · c7 чорний пішак · d7 чорний пішак · f7 чорний пішак · h7 чорний пішак · c4 білий слон · e4 білий пішак · f4 чорний пішак · f3 білий ферзь · a2 білий пішак · b2 білий пішак · c2 білий пішак · d2 білий пішак · g2 білий пішак · h2 білий пішак · a1 біла тура · b1 білий кінь · c1 білий слон · f1 біла тура · g1 білий король | a8 чорна тура · b8 чорний кінь · c8 чорний слон · d8 чорний ферзь · e8 чорний король · f8 чорний слон · g8 чорний кінь · h8 чорна тура · a7 чорний пішак · b7 чорний пішак · c7 чорний пішак · d7 чорний пішак · f7 чорний пішак · h7 чорний пішак · c4 білий слон · e4 білий пішак · f4 чорний пішак · f3 білий ферзь · a2 білий пішак · b2 білий пішак · c2 білий пішак · d2 білий пішак · g2 білий пішак · h2 білий пішак · a1 біла тура · b1 білий кінь · c1 білий слон · f1 біла тура · g1 білий король | a8 чорна тура · b8 чорний кінь · c8 чорний слон · d8 чорний ферзь · e8 чорний король · f8 чорний слон · g8 чорний кінь · h8 чорна тура · a7 чорний пішак · b7 чорний пішак · c7 чорний пішак · d7 чорний пішак · f7 чорний пішак · h7 чорний пішак · c4 білий слон · e4 білий пішак · f4 чорний пішак · f3 білий ферзь · a2 білий пішак · b2 білий пішак · c2 білий пішак · d2 білий пішак · g2 білий пішак · h2 білий пішак · a1 біла тура · b1 білий кінь · c1 білий слон · f1 біла тура · g1 білий король | 3 |
| 2 | a8 чорна тура · b8 чорний кінь · c8 чорний слон · d8 чорний ферзь · e8 чорний король · f8 чорний слон · g8 чорний кінь · h8 чорна тура · a7 чорний пішак · b7 чорний пішак · c7 чорний пішак · d7 чорний пішак · f7 чорний пішак · h7 чорний пішак · c4 білий слон · e4 білий пішак · f4 чорний пішак · f3 білий ферзь · a2 білий пішак · b2 білий пішак · c2 білий пішак · d2 білий пішак · g2 білий пішак · h2 білий пішак · a1 біла тура · b1 білий кінь · c1 білий слон · f1 біла тура · g1 білий король | a8 чорна тура · b8 чорний кінь · c8 чорний слон · d8 чорний ферзь · e8 чорний король · f8 чорний слон · g8 чорний кінь · h8 чорна тура · a7 чорний пішак · b7 чорний пішак · c7 чорний пішак · d7 чорний пішак · f7 чорний пішак · h7 чорний пішак · c4 білий слон · e4 білий пішак · f4 чорний пішак · f3 білий ферзь · a2 білий пішак · b2 білий пішак · c2 білий пішак · d2 білий пішак · g2 білий пішак · h2 білий пішак · a1 біла тура · b1 білий кінь · c1 білий слон · f1 біла тура · g1 білий король | a8 чорна тура · b8 чорний кінь · c8 чорний слон · d8 чорний ферзь · e8 чорний король · f8 чорний слон · g8 чорний кінь · h8 чорна тура · a7 чорний пішак · b7 чорний пішак · c7 чорний пішак · d7 чорний пішак · f7 чорний пішак · h7 чорний пішак · c4 білий слон · e4 білий пішак · f4 чорний пішак · f3 білий ферзь · a2 білий пішак · b2 білий пішак · c2 білий пішак · d2 білий пішак · g2 білий пішак · h2 білий пішак · a1 біла тура · b1 білий кінь · c1 білий слон · f1 біла тура · g1 білий король | a8 чорна тура · b8 чорний кінь · c8 чорний слон · d8 чорний ферзь · e8 чорний король · f8 чорний слон · g8 чорний кінь · h8 чорна тура · a7 чорний пішак · b7 чорний пішак · c7 чорний пішак · d7 чорний пішак · f7 чорний пішак · h7 чорний пішак · c4 білий слон · e4 білий пішак · f4 чорний пішак · f3 білий ферзь · a2 білий пішак · b2 білий пішак · c2 білий пішак · d2 білий пішак · g2 білий пішак · h2 білий пішак · a1 біла тура · b1 білий кінь · c1 білий слон · f1 біла тура · g1 білий король | a8 чорна тура · b8 чорний кінь · c8 чорний слон · d8 чорний ферзь · e8 чорний король · f8 чорний слон · g8 чорний кінь · h8 чорна тура · a7 чорний пішак · b7 чорний пішак · c7 чорний пішак · d7 чорний пішак · f7 чорний пішак · h7 чорний пішак · c4 білий слон · e4 білий пішак · f4 чорний пішак · f3 білий ферзь · a2 білий пішак · b2 білий пішак · c2 білий пішак · d2 білий пішак · g2 білий пішак · h2 білий пішак · a1 біла тура · b1 білий кінь · c1 білий слон · f1 біла тура · g1 білий король | a8 чорна тура · b8 чорний кінь · c8 чорний слон · d8 чорний ферзь · e8 чорний король · f8 чорний слон · g8 чорний кінь · h8 чорна тура · a7 чорний пішак · b7 чорний пішак · c7 чорний пішак · d7 чорний пішак · f7 чорний пішак · h7 чорний пішак · c4 білий слон · e4 білий пішак · f4 чорний пішак · f3 білий ферзь · a2 білий пішак · b2 білий пішак · c2 білий пішак · d2 білий пішак · g2 білий пішак · h2 білий пішак · a1 біла тура · b1 білий кінь · c1 білий слон · f1 біла тура · g1 білий король | a8 чорна тура · b8 чорний кінь · c8 чорний слон · d8 чорний ферзь · e8 чорний король · f8 чорний слон · g8 чорний кінь · h8 чорна тура · a7 чорний пішак · b7 чорний пішак · c7 чорний пішак · d7 чорний пішак · f7 чорний пішак · h7 чорний пішак · c4 білий слон · e4 білий пішак · f4 чорний пішак · f3 білий ферзь · a2 білий пішак · b2 білий пішак · c2 білий пішак · d2 білий пішак · g2 білий пішак · h2 білий пішак · a1 біла тура · b1 білий кінь · c1 білий слон · f1 біла тура · g1 білий король | a8 чорна тура · b8 чорний кінь · c8 чорний слон · d8 чорний ферзь · e8 чорний король · f8 чорний слон · g8 чорний кінь · h8 чорна тура · a7 чорний пішак · b7 чорний пішак · c7 чорний пішак · d7 чорний пішак · f7 чорний пішак · h7 чорний пішак · c4 білий слон · e4 білий пішак · f4 чорний пішак · f3 білий ферзь · a2 білий пішак · b2 білий пішак · c2 білий пішак · d2 білий пішак · g2 білий пішак · h2 білий пішак · a1 біла тура · b1 білий кінь · c1 білий слон · f1 біла тура · g1 білий король | 2 |
| 1 | a8 чорна тура · b8 чорний кінь · c8 чорний слон · d8 чорний ферзь · e8 чорний король · f8 чорний слон · g8 чорний кінь · h8 чорна тура · a7 чорний пішак · b7 чорний пішак · c7 чорний пішак · d7 чорний пішак · f7 чорний пішак · h7 чорний пішак · c4 білий слон · e4 білий пішак · f4 чорний пішак · f3 білий ферзь · a2 білий пішак · b2 білий пішак · c2 білий пішак · d2 білий пішак · g2 білий пішак · h2 білий пішак · a1 біла тура · b1 білий кінь · c1 білий слон · f1 біла тура · g1 білий король | a8 чорна тура · b8 чорний кінь · c8 чорний слон · d8 чорний ферзь · e8 чорний король · f8 чорний слон · g8 чорний кінь · h8 чорна тура · a7 чорний пішак · b7 чорний пішак · c7 чорний пішак · d7 чорний пішак · f7 чорний пішак · h7 чорний пішак · c4 білий слон · e4 білий пішак · f4 чорний пішак · f3 білий ферзь · a2 білий пішак · b2 білий пішак · c2 білий пішак · d2 білий пішак · g2 білий пішак · h2 білий пішак · a1 біла тура · b1 білий кінь · c1 білий слон · f1 біла тура · g1 білий король | a8 чорна тура · b8 чорний кінь · c8 чорний слон · d8 чорний ферзь · e8 чорний король · f8 чорний слон · g8 чорний кінь · h8 чорна тура · a7 чорний пішак · b7 чорний пішак · c7 чорний пішак · d7 чорний пішак · f7 чорний пішак · h7 чорний пішак · c4 білий слон · e4 білий пішак · f4 чорний пішак · f3 білий ферзь · a2 білий пішак · b2 білий пішак · c2 білий пішак · d2 білий пішак · g2 білий пішак · h2 білий пішак · a1 біла тура · b1 білий кінь · c1 білий слон · f1 біла тура · g1 білий король | a8 чорна тура · b8 чорний кінь · c8 чорний слон · d8 чорний ферзь · e8 чорний король · f8 чорний слон · g8 чорний кінь · h8 чорна тура · a7 чорний пішак · b7 чорний пішак · c7 чорний пішак · d7 чорний пішак · f7 чорний пішак · h7 чорний пішак · c4 білий слон · e4 білий пішак · f4 чорний пішак · f3 білий ферзь · a2 білий пішак · b2 білий пішак · c2 білий пішак · d2 білий пішак · g2 білий пішак · h2 білий пішак · a1 біла тура · b1 білий кінь · c1 білий слон · f1 біла тура · g1 білий король | a8 чорна тура · b8 чорний кінь · c8 чорний слон · d8 чорний ферзь · e8 чорний король · f8 чорний слон · g8 чорний кінь · h8 чорна тура · a7 чорний пішак · b7 чорний пішак · c7 чорний пішак · d7 чорний пішак · f7 чорний пішак · h7 чорний пішак · c4 білий слон · e4 білий пішак · f4 чорний пішак · f3 білий ферзь · a2 білий пішак · b2 білий пішак · c2 білий пішак · d2 білий пішак · g2 білий пішак · h2 білий пішак · a1 біла тура · b1 білий кінь · c1 білий слон · f1 біла тура · g1 білий король | a8 чорна тура · b8 чорний кінь · c8 чорний слон · d8 чорний ферзь · e8 чорний король · f8 чорний слон · g8 чорний кінь · h8 чорна тура · a7 чорний пішак · b7 чорний пішак · c7 чорний пішак · d7 чорний пішак · f7 чорний пішак · h7 чорний пішак · c4 білий слон · e4 білий пішак · f4 чорний пішак · f3 білий ферзь · a2 білий пішак · b2 білий пішак · c2 білий пішак · d2 білий пішак · g2 білий пішак · h2 білий пішак · a1 біла тура · b1 білий кінь · c1 білий слон · f1 біла тура · g1 білий король | a8 чорна тура · b8 чорний кінь · c8 чорний слон · d8 чорний ферзь · e8 чорний король · f8 чорний слон · g8 чорний кінь · h8 чорна тура · a7 чорний пішак · b7 чорний пішак · c7 чорний пішак · d7 чорний пішак · f7 чорний пішак · h7 чорний пішак · c4 білий слон · e4 білий пішак · f4 чорний пішак · f3 білий ферзь · a2 білий пішак · b2 білий пішак · c2 білий пішак · d2 білий пішак · g2 білий пішак · h2 білий пішак · a1 біла тура · b1 білий кінь · c1 білий слон · f1 біла тура · g1 білий король | a8 чорна тура · b8 чорний кінь · c8 чорний слон · d8 чорний ферзь · e8 чорний король · f8 чорний слон · g8 чорний кінь · h8 чорна тура · a7 чорний пішак · b7 чорний пішак · c7 чорний пішак · d7 чорний пішак · f7 чорний пішак · h7 чорний пішак · c4 білий слон · e4 білий пішак · f4 чорний пішак · f3 білий ферзь · a2 білий пішак · b2 білий пішак · c2 білий пішак · d2 білий пішак · g2 білий пішак · h2 білий пішак · a1 біла тура · b1 білий кінь · c1 білий слон · f1 біла тура · g1 білий король | 1 |
|   | a | b | c | d | e | f | g | h |   |

|   | a | b | c | d | e | f | g | h |   |
| 8 | a8 чорна тура · b8 чорний кінь · c8 чорний слон · d8 чорний ферзь · e8 чорний король · f8 чорний слон · g8 чорний кінь · h8 чорна тура · a7 чорний пішак · b7 чорний пішак · c7 чорний пішак · d7 чорний пішак · f7 чорний пішак · h7 чорний пішак · c4 білий слон · e4 білий пішак · f4 чорний пішак · g4 чорний пішак · f3 білий кінь · a2 білий пішак · b2 білий пішак · c2 білий пішак · d2 білий пішак · g2 білий пішак · h2 білий пішак · a1 біла тура · b1 білий кінь · c1 білий слон · d1 білий ферзь · f1 біла тура · h1 білий король | a8 чорна тура · b8 чорний кінь · c8 чорний слон · d8 чорний ферзь · e8 чорний король · f8 чорний слон · g8 чорний кінь · h8 чорна тура · a7 чорний пішак · b7 чорний пішак · c7 чорний пішак · d7 чорний пішак · f7 чорний пішак · h7 чорний пішак · c4 білий слон · e4 білий пішак · f4 чорний пішак · g4 чорний пішак · f3 білий кінь · a2 білий пішак · b2 білий пішак · c2 білий пішак · d2 білий пішак · g2 білий пішак · h2 білий пішак · a1 біла тура · b1 білий кінь · c1 білий слон · d1 білий ферзь · f1 біла тура · h1 білий король | a8 чорна тура · b8 чорний кінь · c8 чорний слон · d8 чорний ферзь · e8 чорний король · f8 чорний слон · g8 чорний кінь · h8 чорна тура · a7 чорний пішак · b7 чорний пішак · c7 чорний пішак · d7 чорний пішак · f7 чорний пішак · h7 чорний пішак · c4 білий слон · e4 білий пішак · f4 чорний пішак · g4 чорний пішак · f3 білий кінь · a2 білий пішак · b2 білий пішак · c2 білий пішак · d2 білий пішак · g2 білий пішак · h2 білий пішак · a1 біла тура · b1 білий кінь · c1 білий слон · d1 білий ферзь · f1 біла тура · h1 білий король | a8 чорна тура · b8 чорний кінь · c8 чорний слон · d8 чорний ферзь · e8 чорний король · f8 чорний слон · g8 чорний кінь · h8 чорна тура · a7 чорний пішак · b7 чорний пішак · c7 чорний пішак · d7 чорний пішак · f7 чорний пішак · h7 чорний пішак · c4 білий слон · e4 білий пішак · f4 чорний пішак · g4 чорний пішак · f3 білий кінь · a2 білий пішак · b2 білий пішак · c2 білий пішак · d2 білий пішак · g2 білий пішак · h2 білий пішак · a1 біла тура · b1 білий кінь · c1 білий слон · d1 білий ферзь · f1 біла тура · h1 білий король | a8 чорна тура · b8 чорний кінь · c8 чорний слон · d8 чорний ферзь · e8 чорний король · f8 чорний слон · g8 чорний кінь · h8 чорна тура · a7 чорний пішак · b7 чорний пішак · c7 чорний пішак · d7 чорний пішак · f7 чорний пішак · h7 чорний пішак · c4 білий слон · e4 білий пішак · f4 чорний пішак · g4 чорний пішак · f3 білий кінь · a2 білий пішак · b2 білий пішак · c2 білий пішак · d2 білий пішак · g2 білий пішак · h2 білий пішак · a1 біла тура · b1 білий кінь · c1 білий слон · d1 білий ферзь · f1 біла тура · h1 білий король | a8 чорна тура · b8 чорний кінь · c8 чорний слон · d8 чорний ферзь · e8 чорний король · f8 чорний слон · g8 чорний кінь · h8 чорна тура · a7 чорний пішак · b7 чорний пішак · c7 чорний пішак · d7 чорний пішак · f7 чорний пішак · h7 чорний пішак · c4 білий слон · e4 білий пішак · f4 чорний пішак · g4 чорний пішак · f3 білий кінь · a2 білий пішак · b2 білий пішак · c2 білий пішак · d2 білий пішак · g2 білий пішак · h2 білий пішак · a1 біла тура · b1 білий кінь · c1 білий слон · d1 білий ферзь · f1 біла тура · h1 білий король | a8 чорна тура · b8 чорний кінь · c8 чорний слон · d8 чорний ферзь · e8 чорний король · f8 чорний слон · g8 чорний кінь · h8 чорна тура · a7 чорний пішак · b7 чорний пішак · c7 чорний пішак · d7 чорний пішак · f7 чорний пішак · h7 чорний пішак · c4 білий слон · e4 білий пішак · f4 чорний пішак · g4 чорний пішак · f3 білий кінь · a2 білий пішак · b2 білий пішак · c2 білий пішак · d2 білий пішак · g2 білий пішак · h2 білий пішак · a1 біла тура · b1 білий кінь · c1 білий слон · d1 білий ферзь · f1 біла тура · h1 білий король | a8 чорна тура · b8 чорний кінь · c8 чорний слон · d8 чорний ферзь · e8 чорний король · f8 чорний слон · g8 чорний кінь · h8 чорна тура · a7 чорний пішак · b7 чорний пішак · c7 чорний пішак · d7 чорний пішак · f7 чорний пішак · h7 чорний пішак · c4 білий слон · e4 білий пішак · f4 чорний пішак · g4 чорний пішак · f3 білий кінь · a2 білий пішак · b2 білий пішак · c2 білий пішак · d2 білий пішак · g2 білий пішак · h2 білий пішак · a1 біла тура · b1 білий кінь · c1 білий слон · d1 білий ферзь · f1 біла тура · h1 білий король | 8 |
| 7 | a8 чорна тура · b8 чорний кінь · c8 чорний слон · d8 чорний ферзь · e8 чорний король · f8 чорний слон · g8 чорний кінь · h8 чорна тура · a7 чорний пішак · b7 чорний пішак · c7 чорний пішак · d7 чорний пішак · f7 чорний пішак · h7 чорний пішак · c4 білий слон · e4 білий пішак · f4 чорний пішак · g4 чорний пішак · f3 білий кінь · a2 білий пішак · b2 білий пішак · c2 білий пішак · d2 білий пішак · g2 білий пішак · h2 білий пішак · a1 біла тура · b1 білий кінь · c1 білий слон · d1 білий ферзь · f1 біла тура · h1 білий король | a8 чорна тура · b8 чорний кінь · c8 чорний слон · d8 чорний ферзь · e8 чорний король · f8 чорний слон · g8 чорний кінь · h8 чорна тура · a7 чорний пішак · b7 чорний пішак · c7 чорний пішак · d7 чорний пішак · f7 чорний пішак · h7 чорний пішак · c4 білий слон · e4 білий пішак · f4 чорний пішак · g4 чорний пішак · f3 білий кінь · a2 білий пішак · b2 білий пішак · c2 білий пішак · d2 білий пішак · g2 білий пішак · h2 білий пішак · a1 біла тура · b1 білий кінь · c1 білий слон · d1 білий ферзь · f1 біла тура · h1 білий король | a8 чорна тура · b8 чорний кінь · c8 чорний слон · d8 чорний ферзь · e8 чорний король · f8 чорний слон · g8 чорний кінь · h8 чорна тура · a7 чорний пішак · b7 чорний пішак · c7 чорний пішак · d7 чорний пішак · f7 чорний пішак · h7 чорний пішак · c4 білий слон · e4 білий пішак · f4 чорний пішак · g4 чорний пішак · f3 білий кінь · a2 білий пішак · b2 білий пішак · c2 білий пішак · d2 білий пішак · g2 білий пішак · h2 білий пішак · a1 біла тура · b1 білий кінь · c1 білий слон · d1 білий ферзь · f1 біла тура · h1 білий король | a8 чорна тура · b8 чорний кінь · c8 чорний слон · d8 чорний ферзь · e8 чорний король · f8 чорний слон · g8 чорний кінь · h8 чорна тура · a7 чорний пішак · b7 чорний пішак · c7 чорний пішак · d7 чорний пішак · f7 чорний пішак · h7 чорний пішак · c4 білий слон · e4 білий пішак · f4 чорний пішак · g4 чорний пішак · f3 білий кінь · a2 білий пішак · b2 білий пішак · c2 білий пішак · d2 білий пішак · g2 білий пішак · h2 білий пішак · a1 біла тура · b1 білий кінь · c1 білий слон · d1 білий ферзь · f1 біла тура · h1 білий король | a8 чорна тура · b8 чорний кінь · c8 чорний слон · d8 чорний ферзь · e8 чорний король · f8 чорний слон · g8 чорний кінь · h8 чорна тура · a7 чорний пішак · b7 чорний пішак · c7 чорний пішак · d7 чорний пішак · f7 чорний пішак · h7 чорний пішак · c4 білий слон · e4 білий пішак · f4 чорний пішак · g4 чорний пішак · f3 білий кінь · a2 білий пішак · b2 білий пішак · c2 білий пішак · d2 білий пішак · g2 білий пішак · h2 білий пішак · a1 біла тура · b1 білий кінь · c1 білий слон · d1 білий ферзь · f1 біла тура · h1 білий король | a8 чорна тура · b8 чорний кінь · c8 чорний слон · d8 чорний ферзь · e8 чорний король · f8 чорний слон · g8 чорний кінь · h8 чорна тура · a7 чорний пішак · b7 чорний пішак · c7 чорний пішак · d7 чорний пішак · f7 чорний пішак · h7 чорний пішак · c4 білий слон · e4 білий пішак · f4 чорний пішак · g4 чорний пішак · f3 білий кінь · a2 білий пішак · b2 білий пішак · c2 білий пішак · d2 білий пішак · g2 білий пішак · h2 білий пішак · a1 біла тура · b1 білий кінь · c1 білий слон · d1 білий ферзь · f1 біла тура · h1 білий король | a8 чорна тура · b8 чорний кінь · c8 чорний слон · d8 чорний ферзь · e8 чорний король · f8 чорний слон · g8 чорний кінь · h8 чорна тура · a7 чорний пішак · b7 чорний пішак · c7 чорний пішак · d7 чорний пішак · f7 чорний пішак · h7 чорний пішак · c4 білий слон · e4 білий пішак · f4 чорний пішак · g4 чорний пішак · f3 білий кінь · a2 білий пішак · b2 білий пішак · c2 білий пішак · d2 білий пішак · g2 білий пішак · h2 білий пішак · a1 біла тура · b1 білий кінь · c1 білий слон · d1 білий ферзь · f1 біла тура · h1 білий король | a8 чорна тура · b8 чорний кінь · c8 чорний слон · d8 чорний ферзь · e8 чорний король · f8 чорний слон · g8 чорний кінь · h8 чорна тура · a7 чорний пішак · b7 чорний пішак · c7 чорний пішак · d7 чорний пішак · f7 чорний пішак · h7 чорний пішак · c4 білий слон · e4 білий пішак · f4 чорний пішак · g4 чорний пішак · f3 білий кінь · a2 білий пішак · b2 білий пішак · c2 білий пішак · d2 білий пішак · g2 білий пішак · h2 білий пішак · a1 біла тура · b1 білий кінь · c1 білий слон · d1 білий ферзь · f1 біла тура · h1 білий король | 7 |
| 6 | a8 чорна тура · b8 чорний кінь · c8 чорний слон · d8 чорний ферзь · e8 чорний король · f8 чорний слон · g8 чорний кінь · h8 чорна тура · a7 чорний пішак · b7 чорний пішак · c7 чорний пішак · d7 чорний пішак · f7 чорний пішак · h7 чорний пішак · c4 білий слон · e4 білий пішак · f4 чорний пішак · g4 чорний пішак · f3 білий кінь · a2 білий пішак · b2 білий пішак · c2 білий пішак · d2 білий пішак · g2 білий пішак · h2 білий пішак · a1 біла тура · b1 білий кінь · c1 білий слон · d1 білий ферзь · f1 біла тура · h1 білий король | a8 чорна тура · b8 чорний кінь · c8 чорний слон · d8 чорний ферзь · e8 чорний король · f8 чорний слон · g8 чорний кінь · h8 чорна тура · a7 чорний пішак · b7 чорний пішак · c7 чорний пішак · d7 чорний пішак · f7 чорний пішак · h7 чорний пішак · c4 білий слон · e4 білий пішак · f4 чорний пішак · g4 чорний пішак · f3 білий кінь · a2 білий пішак · b2 білий пішак · c2 білий пішак · d2 білий пішак · g2 білий пішак · h2 білий пішак · a1 біла тура · b1 білий кінь · c1 білий слон · d1 білий ферзь · f1 біла тура · h1 білий король | a8 чорна тура · b8 чорний кінь · c8 чорний слон · d8 чорний ферзь · e8 чорний король · f8 чорний слон · g8 чорний кінь · h8 чорна тура · a7 чорний пішак · b7 чорний пішак · c7 чорний пішак · d7 чорний пішак · f7 чорний пішак · h7 чорний пішак · c4 білий слон · e4 білий пішак · f4 чорний пішак · g4 чорний пішак · f3 білий кінь · a2 білий пішак · b2 білий пішак · c2 білий пішак · d2 білий пішак · g2 білий пішак · h2 білий пішак · a1 біла тура · b1 білий кінь · c1 білий слон · d1 білий ферзь · f1 біла тура · h1 білий король | a8 чорна тура · b8 чорний кінь · c8 чорний слон · d8 чорний ферзь · e8 чорний король · f8 чорний слон · g8 чорний кінь · h8 чорна тура · a7 чорний пішак · b7 чорний пішак · c7 чорний пішак · d7 чорний пішак · f7 чорний пішак · h7 чорний пішак · c4 білий слон · e4 білий пішак · f4 чорний пішак · g4 чорний пішак · f3 білий кінь · a2 білий пішак · b2 білий пішак · c2 білий пішак · d2 білий пішак · g2 білий пішак · h2 білий пішак · a1 біла тура · b1 білий кінь · c1 білий слон · d1 білий ферзь · f1 біла тура · h1 білий король | a8 чорна тура · b8 чорний кінь · c8 чорний слон · d8 чорний ферзь · e8 чорний король · f8 чорний слон · g8 чорний кінь · h8 чорна тура · a7 чорний пішак · b7 чорний пішак · c7 чорний пішак · d7 чорний пішак · f7 чорний пішак · h7 чорний пішак · c4 білий слон · e4 білий пішак · f4 чорний пішак · g4 чорний пішак · f3 білий кінь · a2 білий пішак · b2 білий пішак · c2 білий пішак · d2 білий пішак · g2 білий пішак · h2 білий пішак · a1 біла тура · b1 білий кінь · c1 білий слон · d1 білий ферзь · f1 біла тура · h1 білий король | a8 чорна тура · b8 чорний кінь · c8 чорний слон · d8 чорний ферзь · e8 чорний король · f8 чорний слон · g8 чорний кінь · h8 чорна тура · a7 чорний пішак · b7 чорний пішак · c7 чорний пішак · d7 чорний пішак · f7 чорний пішак · h7 чорний пішак · c4 білий слон · e4 білий пішак · f4 чорний пішак · g4 чорний пішак · f3 білий кінь · a2 білий пішак · b2 білий пішак · c2 білий пішак · d2 білий пішак · g2 білий пішак · h2 білий пішак · a1 біла тура · b1 білий кінь · c1 білий слон · d1 білий ферзь · f1 біла тура · h1 білий король | a8 чорна тура · b8 чорний кінь · c8 чорний слон · d8 чорний ферзь · e8 чорний король · f8 чорний слон · g8 чорний кінь · h8 чорна тура · a7 чорний пішак · b7 чорний пішак · c7 чорний пішак · d7 чорний пішак · f7 чорний пішак · h7 чорний пішак · c4 білий слон · e4 білий пішак · f4 чорний пішак · g4 чорний пішак · f3 білий кінь · a2 білий пішак · b2 білий пішак · c2 білий пішак · d2 білий пішак · g2 білий пішак · h2 білий пішак · a1 біла тура · b1 білий кінь · c1 білий слон · d1 білий ферзь · f1 біла тура · h1 білий король | a8 чорна тура · b8 чорний кінь · c8 чорний слон · d8 чорний ферзь · e8 чорний король · f8 чорний слон · g8 чорний кінь · h8 чорна тура · a7 чорний пішак · b7 чорний пішак · c7 чорний пішак · d7 чорний пішак · f7 чорний пішак · h7 чорний пішак · c4 білий слон · e4 білий пішак · f4 чорний пішак · g4 чорний пішак · f3 білий кінь · a2 білий пішак · b2 білий пішак · c2 білий пішак · d2 білий пішак · g2 білий пішак · h2 білий пішак · a1 біла тура · b1 білий кінь · c1 білий слон · d1 білий ферзь · f1 біла тура · h1 білий король | 6 |
| 5 | a8 чорна тура · b8 чорний кінь · c8 чорний слон · d8 чорний ферзь · e8 чорний король · f8 чорний слон · g8 чорний кінь · h8 чорна тура · a7 чорний пішак · b7 чорний пішак · c7 чорний пішак · d7 чорний пішак · f7 чорний пішак · h7 чорний пішак · c4 білий слон · e4 білий пішак · f4 чорний пішак · g4 чорний пішак · f3 білий кінь · a2 білий пішак · b2 білий пішак · c2 білий пішак · d2 білий пішак · g2 білий пішак · h2 білий пішак · a1 біла тура · b1 білий кінь · c1 білий слон · d1 білий ферзь · f1 біла тура · h1 білий король | a8 чорна тура · b8 чорний кінь · c8 чорний слон · d8 чорний ферзь · e8 чорний король · f8 чорний слон · g8 чорний кінь · h8 чорна тура · a7 чорний пішак · b7 чорний пішак · c7 чорний пішак · d7 чорний пішак · f7 чорний пішак · h7 чорний пішак · c4 білий слон · e4 білий пішак · f4 чорний пішак · g4 чорний пішак · f3 білий кінь · a2 білий пішак · b2 білий пішак · c2 білий пішак · d2 білий пішак · g2 білий пішак · h2 білий пішак · a1 біла тура · b1 білий кінь · c1 білий слон · d1 білий ферзь · f1 біла тура · h1 білий король | a8 чорна тура · b8 чорний кінь · c8 чорний слон · d8 чорний ферзь · e8 чорний король · f8 чорний слон · g8 чорний кінь · h8 чорна тура · a7 чорний пішак · b7 чорний пішак · c7 чорний пішак · d7 чорний пішак · f7 чорний пішак · h7 чорний пішак · c4 білий слон · e4 білий пішак · f4 чорний пішак · g4 чорний пішак · f3 білий кінь · a2 білий пішак · b2 білий пішак · c2 білий пішак · d2 білий пішак · g2 білий пішак · h2 білий пішак · a1 біла тура · b1 білий кінь · c1 білий слон · d1 білий ферзь · f1 біла тура · h1 білий король | a8 чорна тура · b8 чорний кінь · c8 чорний слон · d8 чорний ферзь · e8 чорний король · f8 чорний слон · g8 чорний кінь · h8 чорна тура · a7 чорний пішак · b7 чорний пішак · c7 чорний пішак · d7 чорний пішак · f7 чорний пішак · h7 чорний пішак · c4 білий слон · e4 білий пішак · f4 чорний пішак · g4 чорний пішак · f3 білий кінь · a2 білий пішак · b2 білий пішак · c2 білий пішак · d2 білий пішак · g2 білий пішак · h2 білий пішак · a1 біла тура · b1 білий кінь · c1 білий слон · d1 білий ферзь · f1 біла тура · h1 білий король | a8 чорна тура · b8 чорний кінь · c8 чорний слон · d8 чорний ферзь · e8 чорний король · f8 чорний слон · g8 чорний кінь · h8 чорна тура · a7 чорний пішак · b7 чорний пішак · c7 чорний пішак · d7 чорний пішак · f7 чорний пішак · h7 чорний пішак · c4 білий слон · e4 білий пішак · f4 чорний пішак · g4 чорний пішак · f3 білий кінь · a2 білий пішак · b2 білий пішак · c2 білий пішак · d2 білий пішак · g2 білий пішак · h2 білий пішак · a1 біла тура · b1 білий кінь · c1 білий слон · d1 білий ферзь · f1 біла тура · h1 білий король | a8 чорна тура · b8 чорний кінь · c8 чорний слон · d8 чорний ферзь · e8 чорний король · f8 чорний слон · g8 чорний кінь · h8 чорна тура · a7 чорний пішак · b7 чорний пішак · c7 чорний пішак · d7 чорний пішак · f7 чорний пішак · h7 чорний пішак · c4 білий слон · e4 білий пішак · f4 чорний пішак · g4 чорний пішак · f3 білий кінь · a2 білий пішак · b2 білий пішак · c2 білий пішак · d2 білий пішак · g2 білий пішак · h2 білий пішак · a1 біла тура · b1 білий кінь · c1 білий слон · d1 білий ферзь · f1 біла тура · h1 білий король | a8 чорна тура · b8 чорний кінь · c8 чорний слон · d8 чорний ферзь · e8 чорний король · f8 чорний слон · g8 чорний кінь · h8 чорна тура · a7 чорний пішак · b7 чорний пішак · c7 чорний пішак · d7 чорний пішак · f7 чорний пішак · h7 чорний пішак · c4 білий слон · e4 білий пішак · f4 чорний пішак · g4 чорний пішак · f3 білий кінь · a2 білий пішак · b2 білий пішак · c2 білий пішак · d2 білий пішак · g2 білий пішак · h2 білий пішак · a1 біла тура · b1 білий кінь · c1 білий слон · d1 білий ферзь · f1 біла тура · h1 білий король | a8 чорна тура · b8 чорний кінь · c8 чорний слон · d8 чорний ферзь · e8 чорний король · f8 чорний слон · g8 чорний кінь · h8 чорна тура · a7 чорний пішак · b7 чорний пішак · c7 чорний пішак · d7 чорний пішак · f7 чорний пішак · h7 чорний пішак · c4 білий слон · e4 білий пішак · f4 чорний пішак · g4 чорний пішак · f3 білий кінь · a2 білий пішак · b2 білий пішак · c2 білий пішак · d2 білий пішак · g2 білий пішак · h2 білий пішак · a1 біла тура · b1 білий кінь · c1 білий слон · d1 білий ферзь · f1 біла тура · h1 білий король | 5 |
| 4 | a8 чорна тура · b8 чорний кінь · c8 чорний слон · d8 чорний ферзь · e8 чорний король · f8 чорний слон · g8 чорний кінь · h8 чорна тура · a7 чорний пішак · b7 чорний пішак · c7 чорний пішак · d7 чорний пішак · f7 чорний пішак · h7 чорний пішак · c4 білий слон · e4 білий пішак · f4 чорний пішак · g4 чорний пішак · f3 білий кінь · a2 білий пішак · b2 білий пішак · c2 білий пішак · d2 білий пішак · g2 білий пішак · h2 білий пішак · a1 біла тура · b1 білий кінь · c1 білий слон · d1 білий ферзь · f1 біла тура · h1 білий король | a8 чорна тура · b8 чорний кінь · c8 чорний слон · d8 чорний ферзь · e8 чорний король · f8 чорний слон · g8 чорний кінь · h8 чорна тура · a7 чорний пішак · b7 чорний пішак · c7 чорний пішак · d7 чорний пішак · f7 чорний пішак · h7 чорний пішак · c4 білий слон · e4 білий пішак · f4 чорний пішак · g4 чорний пішак · f3 білий кінь · a2 білий пішак · b2 білий пішак · c2 білий пішак · d2 білий пішак · g2 білий пішак · h2 білий пішак · a1 біла тура · b1 білий кінь · c1 білий слон · d1 білий ферзь · f1 біла тура · h1 білий король | a8 чорна тура · b8 чорний кінь · c8 чорний слон · d8 чорний ферзь · e8 чорний король · f8 чорний слон · g8 чорний кінь · h8 чорна тура · a7 чорний пішак · b7 чорний пішак · c7 чорний пішак · d7 чорний пішак · f7 чорний пішак · h7 чорний пішак · c4 білий слон · e4 білий пішак · f4 чорний пішак · g4 чорний пішак · f3 білий кінь · a2 білий пішак · b2 білий пішак · c2 білий пішак · d2 білий пішак · g2 білий пішак · h2 білий пішак · a1 біла тура · b1 білий кінь · c1 білий слон · d1 білий ферзь · f1 біла тура · h1 білий король | a8 чорна тура · b8 чорний кінь · c8 чорний слон · d8 чорний ферзь · e8 чорний король · f8 чорний слон · g8 чорний кінь · h8 чорна тура · a7 чорний пішак · b7 чорний пішак · c7 чорний пішак · d7 чорний пішак · f7 чорний пішак · h7 чорний пішак · c4 білий слон · e4 білий пішак · f4 чорний пішак · g4 чорний пішак · f3 білий кінь · a2 білий пішак · b2 білий пішак · c2 білий пішак · d2 білий пішак · g2 білий пішак · h2 білий пішак · a1 біла тура · b1 білий кінь · c1 білий слон · d1 білий ферзь · f1 біла тура · h1 білий король | a8 чорна тура · b8 чорний кінь · c8 чорний слон · d8 чорний ферзь · e8 чорний король · f8 чорний слон · g8 чорний кінь · h8 чорна тура · a7 чорний пішак · b7 чорний пішак · c7 чорний пішак · d7 чорний пішак · f7 чорний пішак · h7 чорний пішак · c4 білий слон · e4 білий пішак · f4 чорний пішак · g4 чорний пішак · f3 білий кінь · a2 білий пішак · b2 білий пішак · c2 білий пішак · d2 білий пішак · g2 білий пішак · h2 білий пішак · a1 біла тура · b1 білий кінь · c1 білий слон · d1 білий ферзь · f1 біла тура · h1 білий король | a8 чорна тура · b8 чорний кінь · c8 чорний слон · d8 чорний ферзь · e8 чорний король · f8 чорний слон · g8 чорний кінь · h8 чорна тура · a7 чорний пішак · b7 чорний пішак · c7 чорний пішак · d7 чорний пішак · f7 чорний пішак · h7 чорний пішак · c4 білий слон · e4 білий пішак · f4 чорний пішак · g4 чорний пішак · f3 білий кінь · a2 білий пішак · b2 білий пішак · c2 білий пішак · d2 білий пішак · g2 білий пішак · h2 білий пішак · a1 біла тура · b1 білий кінь · c1 білий слон · d1 білий ферзь · f1 біла тура · h1 білий король | a8 чорна тура · b8 чорний кінь · c8 чорний слон · d8 чорний ферзь · e8 чорний король · f8 чорний слон · g8 чорний кінь · h8 чорна тура · a7 чорний пішак · b7 чорний пішак · c7 чорний пішак · d7 чорний пішак · f7 чорний пішак · h7 чорний пішак · c4 білий слон · e4 білий пішак · f4 чорний пішак · g4 чорний пішак · f3 білий кінь · a2 білий пішак · b2 білий пішак · c2 білий пішак · d2 білий пішак · g2 білий пішак · h2 білий пішак · a1 біла тура · b1 білий кінь · c1 білий слон · d1 білий ферзь · f1 біла тура · h1 білий король | a8 чорна тура · b8 чорний кінь · c8 чорний слон · d8 чорний ферзь · e8 чорний король · f8 чорний слон · g8 чорний кінь · h8 чорна тура · a7 чорний пішак · b7 чорний пішак · c7 чорний пішак · d7 чорний пішак · f7 чорний пішак · h7 чорний пішак · c4 білий слон · e4 білий пішак · f4 чорний пішак · g4 чорний пішак · f3 білий кінь · a2 білий пішак · b2 білий пішак · c2 білий пішак · d2 білий пішак · g2 білий пішак · h2 білий пішак · a1 біла тура · b1 білий кінь · c1 білий слон · d1 білий ферзь · f1 біла тура · h1 білий король | 4 |
| 3 | a8 чорна тура · b8 чорний кінь · c8 чорний слон · d8 чорний ферзь · e8 чорний король · f8 чорний слон · g8 чорний кінь · h8 чорна тура · a7 чорний пішак · b7 чорний пішак · c7 чорний пішак · d7 чорний пішак · f7 чорний пішак · h7 чорний пішак · c4 білий слон · e4 білий пішак · f4 чорний пішак · g4 чорний пішак · f3 білий кінь · a2 білий пішак · b2 білий пішак · c2 білий пішак · d2 білий пішак · g2 білий пішак · h2 білий пішак · a1 біла тура · b1 білий кінь · c1 білий слон · d1 білий ферзь · f1 біла тура · h1 білий король | a8 чорна тура · b8 чорний кінь · c8 чорний слон · d8 чорний ферзь · e8 чорний король · f8 чорний слон · g8 чорний кінь · h8 чорна тура · a7 чорний пішак · b7 чорний пішак · c7 чорний пішак · d7 чорний пішак · f7 чорний пішак · h7 чорний пішак · c4 білий слон · e4 білий пішак · f4 чорний пішак · g4 чорний пішак · f3 білий кінь · a2 білий пішак · b2 білий пішак · c2 білий пішак · d2 білий пішак · g2 білий пішак · h2 білий пішак · a1 біла тура · b1 білий кінь · c1 білий слон · d1 білий ферзь · f1 біла тура · h1 білий король | a8 чорна тура · b8 чорний кінь · c8 чорний слон · d8 чорний ферзь · e8 чорний король · f8 чорний слон · g8 чорний кінь · h8 чорна тура · a7 чорний пішак · b7 чорний пішак · c7 чорний пішак · d7 чорний пішак · f7 чорний пішак · h7 чорний пішак · c4 білий слон · e4 білий пішак · f4 чорний пішак · g4 чорний пішак · f3 білий кінь · a2 білий пішак · b2 білий пішак · c2 білий пішак · d2 білий пішак · g2 білий пішак · h2 білий пішак · a1 біла тура · b1 білий кінь · c1 білий слон · d1 білий ферзь · f1 біла тура · h1 білий король | a8 чорна тура · b8 чорний кінь · c8 чорний слон · d8 чорний ферзь · e8 чорний король · f8 чорний слон · g8 чорний кінь · h8 чорна тура · a7 чорний пішак · b7 чорний пішак · c7 чорний пішак · d7 чорний пішак · f7 чорний пішак · h7 чорний пішак · c4 білий слон · e4 білий пішак · f4 чорний пішак · g4 чорний пішак · f3 білий кінь · a2 білий пішак · b2 білий пішак · c2 білий пішак · d2 білий пішак · g2 білий пішак · h2 білий пішак · a1 біла тура · b1 білий кінь · c1 білий слон · d1 білий ферзь · f1 біла тура · h1 білий король | a8 чорна тура · b8 чорний кінь · c8 чорний слон · d8 чорний ферзь · e8 чорний король · f8 чорний слон · g8 чорний кінь · h8 чорна тура · a7 чорний пішак · b7 чорний пішак · c7 чорний пішак · d7 чорний пішак · f7 чорний пішак · h7 чорний пішак · c4 білий слон · e4 білий пішак · f4 чорний пішак · g4 чорний пішак · f3 білий кінь · a2 білий пішак · b2 білий пішак · c2 білий пішак · d2 білий пішак · g2 білий пішак · h2 білий пішак · a1 біла тура · b1 білий кінь · c1 білий слон · d1 білий ферзь · f1 біла тура · h1 білий король | a8 чорна тура · b8 чорний кінь · c8 чорний слон · d8 чорний ферзь · e8 чорний король · f8 чорний слон · g8 чорний кінь · h8 чорна тура · a7 чорний пішак · b7 чорний пішак · c7 чорний пішак · d7 чорний пішак · f7 чорний пішак · h7 чорний пішак · c4 білий слон · e4 білий пішак · f4 чорний пішак · g4 чорний пішак · f3 білий кінь · a2 білий пішак · b2 білий пішак · c2 білий пішак · d2 білий пішак · g2 білий пішак · h2 білий пішак · a1 біла тура · b1 білий кінь · c1 білий слон · d1 білий ферзь · f1 біла тура · h1 білий король | a8 чорна тура · b8 чорний кінь · c8 чорний слон · d8 чорний ферзь · e8 чорний король · f8 чорний слон · g8 чорний кінь · h8 чорна тура · a7 чорний пішак · b7 чорний пішак · c7 чорний пішак · d7 чорний пішак · f7 чорний пішак · h7 чорний пішак · c4 білий слон · e4 білий пішак · f4 чорний пішак · g4 чорний пішак · f3 білий кінь · a2 білий пішак · b2 білий пішак · c2 білий пішак · d2 білий пішак · g2 білий пішак · h2 білий пішак · a1 біла тура · b1 білий кінь · c1 білий слон · d1 білий ферзь · f1 біла тура · h1 білий король | a8 чорна тура · b8 чорний кінь · c8 чорний слон · d8 чорний ферзь · e8 чорний король · f8 чорний слон · g8 чорний кінь · h8 чорна тура · a7 чорний пішак · b7 чорний пішак · c7 чорний пішак · d7 чорний пішак · f7 чорний пішак · h7 чорний пішак · c4 білий слон · e4 білий пішак · f4 чорний пішак · g4 чорний пішак · f3 білий кінь · a2 білий пішак · b2 білий пішак · c2 білий пішак · d2 білий пішак · g2 білий пішак · h2 білий пішак · a1 біла тура · b1 білий кінь · c1 білий слон · d1 білий ферзь · f1 біла тура · h1 білий король | 3 |
| 2 | a8 чорна тура · b8 чорний кінь · c8 чорний слон · d8 чорний ферзь · e8 чорний король · f8 чорний слон · g8 чорний кінь · h8 чорна тура · a7 чорний пішак · b7 чорний пішак · c7 чорний пішак · d7 чорний пішак · f7 чорний пішак · h7 чорний пішак · c4 білий слон · e4 білий пішак · f4 чорний пішак · g4 чорний пішак · f3 білий кінь · a2 білий пішак · b2 білий пішак · c2 білий пішак · d2 білий пішак · g2 білий пішак · h2 білий пішак · a1 біла тура · b1 білий кінь · c1 білий слон · d1 білий ферзь · f1 біла тура · h1 білий король | a8 чорна тура · b8 чорний кінь · c8 чорний слон · d8 чорний ферзь · e8 чорний король · f8 чорний слон · g8 чорний кінь · h8 чорна тура · a7 чорний пішак · b7 чорний пішак · c7 чорний пішак · d7 чорний пішак · f7 чорний пішак · h7 чорний пішак · c4 білий слон · e4 білий пішак · f4 чорний пішак · g4 чорний пішак · f3 білий кінь · a2 білий пішак · b2 білий пішак · c2 білий пішак · d2 білий пішак · g2 білий пішак · h2 білий пішак · a1 біла тура · b1 білий кінь · c1 білий слон · d1 білий ферзь · f1 біла тура · h1 білий король | a8 чорна тура · b8 чорний кінь · c8 чорний слон · d8 чорний ферзь · e8 чорний король · f8 чорний слон · g8 чорний кінь · h8 чорна тура · a7 чорний пішак · b7 чорний пішак · c7 чорний пішак · d7 чорний пішак · f7 чорний пішак · h7 чорний пішак · c4 білий слон · e4 білий пішак · f4 чорний пішак · g4 чорний пішак · f3 білий кінь · a2 білий пішак · b2 білий пішак · c2 білий пішак · d2 білий пішак · g2 білий пішак · h2 білий пішак · a1 біла тура · b1 білий кінь · c1 білий слон · d1 білий ферзь · f1 біла тура · h1 білий король | a8 чорна тура · b8 чорний кінь · c8 чорний слон · d8 чорний ферзь · e8 чорний король · f8 чорний слон · g8 чорний кінь · h8 чорна тура · a7 чорний пішак · b7 чорний пішак · c7 чорний пішак · d7 чорний пішак · f7 чорний пішак · h7 чорний пішак · c4 білий слон · e4 білий пішак · f4 чорний пішак · g4 чорний пішак · f3 білий кінь · a2 білий пішак · b2 білий пішак · c2 білий пішак · d2 білий пішак · g2 білий пішак · h2 білий пішак · a1 біла тура · b1 білий кінь · c1 білий слон · d1 білий ферзь · f1 біла тура · h1 білий король | a8 чорна тура · b8 чорний кінь · c8 чорний слон · d8 чорний ферзь · e8 чорний король · f8 чорний слон · g8 чорний кінь · h8 чорна тура · a7 чорний пішак · b7 чорний пішак · c7 чорний пішак · d7 чорний пішак · f7 чорний пішак · h7 чорний пішак · c4 білий слон · e4 білий пішак · f4 чорний пішак · g4 чорний пішак · f3 білий кінь · a2 білий пішак · b2 білий пішак · c2 білий пішак · d2 білий пішак · g2 білий пішак · h2 білий пішак · a1 біла тура · b1 білий кінь · c1 білий слон · d1 білий ферзь · f1 біла тура · h1 білий король | a8 чорна тура · b8 чорний кінь · c8 чорний слон · d8 чорний ферзь · e8 чорний король · f8 чорний слон · g8 чорний кінь · h8 чорна тура · a7 чорний пішак · b7 чорний пішак · c7 чорний пішак · d7 чорний пішак · f7 чорний пішак · h7 чорний пішак · c4 білий слон · e4 білий пішак · f4 чорний пішак · g4 чорний пішак · f3 білий кінь · a2 білий пішак · b2 білий пішак · c2 білий пішак · d2 білий пішак · g2 білий пішак · h2 білий пішак · a1 біла тура · b1 білий кінь · c1 білий слон · d1 білий ферзь · f1 біла тура · h1 білий король | a8 чорна тура · b8 чорний кінь · c8 чорний слон · d8 чорний ферзь · e8 чорний король · f8 чорний слон · g8 чорний кінь · h8 чорна тура · a7 чорний пішак · b7 чорний пішак · c7 чорний пішак · d7 чорний пішак · f7 чорний пішак · h7 чорний пішак · c4 білий слон · e4 білий пішак · f4 чорний пішак · g4 чорний пішак · f3 білий кінь · a2 білий пішак · b2 білий пішак · c2 білий пішак · d2 білий пішак · g2 білий пішак · h2 білий пішак · a1 біла тура · b1 білий кінь · c1 білий слон · d1 білий ферзь · f1 біла тура · h1 білий король | a8 чорна тура · b8 чорний кінь · c8 чорний слон · d8 чорний ферзь · e8 чорний король · f8 чорний слон · g8 чорний кінь · h8 чорна тура · a7 чорний пішак · b7 чорний пішак · c7 чорний пішак · d7 чорний пішак · f7 чорний пішак · h7 чорний пішак · c4 білий слон · e4 білий пішак · f4 чорний пішак · g4 чорний пішак · f3 білий кінь · a2 білий пішак · b2 білий пішак · c2 білий пішак · d2 білий пішак · g2 білий пішак · h2 білий пішак · a1 біла тура · b1 білий кінь · c1 білий слон · d1 білий ферзь · f1 біла тура · h1 білий король | 2 |
| 1 | a8 чорна тура · b8 чорний кінь · c8 чорний слон · d8 чорний ферзь · e8 чорний король · f8 чорний слон · g8 чорний кінь · h8 чорна тура · a7 чорний пішак · b7 чорний пішак · c7 чорний пішак · d7 чорний пішак · f7 чорний пішак · h7 чорний пішак · c4 білий слон · e4 білий пішак · f4 чорний пішак · g4 чорний пішак · f3 білий кінь · a2 білий пішак · b2 білий пішак · c2 білий пішак · d2 білий пішак · g2 білий пішак · h2 білий пішак · a1 біла тура · b1 білий кінь · c1 білий слон · d1 білий ферзь · f1 біла тура · h1 білий король | a8 чорна тура · b8 чорний кінь · c8 чорний слон · d8 чорний ферзь · e8 чорний король · f8 чорний слон · g8 чорний кінь · h8 чорна тура · a7 чорний пішак · b7 чорний пішак · c7 чорний пішак · d7 чорний пішак · f7 чорний пішак · h7 чорний пішак · c4 білий слон · e4 білий пішак · f4 чорний пішак · g4 чорний пішак · f3 білий кінь · a2 білий пішак · b2 білий пішак · c2 білий пішак · d2 білий пішак · g2 білий пішак · h2 білий пішак · a1 біла тура · b1 білий кінь · c1 білий слон · d1 білий ферзь · f1 біла тура · h1 білий король | a8 чорна тура · b8 чорний кінь · c8 чорний слон · d8 чорний ферзь · e8 чорний король · f8 чорний слон · g8 чорний кінь · h8 чорна тура · a7 чорний пішак · b7 чорний пішак · c7 чорний пішак · d7 чорний пішак · f7 чорний пішак · h7 чорний пішак · c4 білий слон · e4 білий пішак · f4 чорний пішак · g4 чорний пішак · f3 білий кінь · a2 білий пішак · b2 білий пішак · c2 білий пішак · d2 білий пішак · g2 білий пішак · h2 білий пішак · a1 біла тура · b1 білий кінь · c1 білий слон · d1 білий ферзь · f1 біла тура · h1 білий король | a8 чорна тура · b8 чорний кінь · c8 чорний слон · d8 чорний ферзь · e8 чорний король · f8 чорний слон · g8 чорний кінь · h8 чорна тура · a7 чорний пішак · b7 чорний пішак · c7 чорний пішак · d7 чорний пішак · f7 чорний пішак · h7 чорний пішак · c4 білий слон · e4 білий пішак · f4 чорний пішак · g4 чорний пішак · f3 білий кінь · a2 білий пішак · b2 білий пішак · c2 білий пішак · d2 білий пішак · g2 білий пішак · h2 білий пішак · a1 біла тура · b1 білий кінь · c1 білий слон · d1 білий ферзь · f1 біла тура · h1 білий король | a8 чорна тура · b8 чорний кінь · c8 чорний слон · d8 чорний ферзь · e8 чорний король · f8 чорний слон · g8 чорний кінь · h8 чорна тура · a7 чорний пішак · b7 чорний пішак · c7 чорний пішак · d7 чорний пішак · f7 чорний пішак · h7 чорний пішак · c4 білий слон · e4 білий пішак · f4 чорний пішак · g4 чорний пішак · f3 білий кінь · a2 білий пішак · b2 білий пішак · c2 білий пішак · d2 білий пішак · g2 білий пішак · h2 білий пішак · a1 біла тура · b1 білий кінь · c1 білий слон · d1 білий ферзь · f1 біла тура · h1 білий король | a8 чорна тура · b8 чорний кінь · c8 чорний слон · d8 чорний ферзь · e8 чорний король · f8 чорний слон · g8 чорний кінь · h8 чорна тура · a7 чорний пішак · b7 чорний пішак · c7 чорний пішак · d7 чорний пішак · f7 чорний пішак · h7 чорний пішак · c4 білий слон · e4 білий пішак · f4 чорний пішак · g4 чорний пішак · f3 білий кінь · a2 білий пішак · b2 білий пішак · c2 білий пішак · d2 білий пішак · g2 білий пішак · h2 білий пішак · a1 біла тура · b1 білий кінь · c1 білий слон · d1 білий ферзь · f1 біла тура · h1 білий король | a8 чорна тура · b8 чорний кінь · c8 чорний слон · d8 чорний ферзь · e8 чорний король · f8 чорний слон · g8 чорний кінь · h8 чорна тура · a7 чорний пішак · b7 чорний пішак · c7 чорний пішак · d7 чорний пішак · f7 чорний пішак · h7 чорний пішак · c4 білий слон · e4 білий пішак · f4 чорний пішак · g4 чорний пішак · f3 білий кінь · a2 білий пішак · b2 білий пішак · c2 білий пішак · d2 білий пішак · g2 білий пішак · h2 білий пішак · a1 біла тура · b1 білий кінь · c1 білий слон · d1 білий ферзь · f1 біла тура · h1 білий король | a8 чорна тура · b8 чорний кінь · c8 чорний слон · d8 чорний ферзь · e8 чорний король · f8 чорний слон · g8 чорний кінь · h8 чорна тура · a7 чорний пішак · b7 чорний пішак · c7 чорний пішак · d7 чорний пішак · f7 чорний пішак · h7 чорний пішак · c4 білий слон · e4 білий пішак · f4 чорний пішак · g4 чорний пішак · f3 білий кінь · a2 білий пішак · b2 білий пішак · c2 білий пішак · d2 білий пішак · g2 білий пішак · h2 білий пішак · a1 біла тура · b1 білий кінь · c1 білий слон · d1 білий ферзь · f1 біла тура · h1 білий король | 1 |
|   | a | b | c | d | e | f | g | h |   |